# Sonia Tremont
Sonia Tremont (* 2. Juli 1992) ist eine luxemburgische Fußballspielerin.

## Karriere

### Vereine
Tremont kam im Kanton Esch an der Alzette in der Gemeinde Differdingen für zwei Vereine als Mittelfeldspielerin zum Einsatz.
Zunächst spielte sie in Oberkorn für den Cercle Sportif Oberkorn, bevor sie in Niederkorn für den FC Progrès Niederkorn Punktspiele in der Dames Ligue 1, der höchsten Spielklasse im luxemburgischen Frauenfußball, bestritt. Im weiteren Verlauf kehrte sie zum Cercle Sportif Oberkorn zurück.

### Nationalmannschaft
Tremont bestritt sechs Länderspiele für die A-Nationalmannschaft. Ihre ersten drei bestritt sie in der 1. EM-Qualifikationsrunde, Gruppe 1 in Strumica für die Europameisterschaft 2013 in Schweden. Anschließend, am 20. April und am 24. November 2011 bestritt sie in Port Talbot und im Ta’ Qali-Stadion auf Malta, zwei in Freundschaft ausgetragene Länderspiele gegen die Nationalmannschaften Wales’ und Maltas, die mit 1:5 und 1:3 verloren wurden. Ihren letzten Einsatz als Nationalspielerin hatte sie am 5. April 2012 in Käerjeng bei der 2:3-Niederlage erneut gegen die Nationalmannschaft Maltas.